# Coronel Pringles (partido)
Pour les articles homonymes, voir Pringles (homonymie).
Coronel Pringles est un partido de la province de Buenos Aires fondé en 1882 dont la capitale est Coronel Pringles.